# Slavsko
Slavsko (în ucraineană Славсько) este o așezare de tip urban din raionul Skole, regiunea Liov, Ucraina. În afara localității principale, mai cuprinde și satul Hraboveț. Are 6,5 mii de locuitori și este o importantă stațiune montană în Carpații Ucrainei. 

## Demografie
Componența lingvistică a așezării de tip urban Slavsko
     Ucraineană (99,47%)
     Alte limbi (0,5%)
Conform recensământului din 2001, majoritatea populației așezării de tip urban Slavsko era vorbitoare de ucraineană (99,47%), existând în minoritate și vorbitori de alte limbi.